# Tuffi ai Giochi della XVII Olimpiade - Piattaforma 10 metri maschile
Il concorso dei tuffi dalla piattaforma 10 metri maschile dei Giochi olimpici di Roma 1960 si svolse dal 31 agosto al 2 settembre. Gli atleti iscritti alla competizione furono 29, ma i partecipanti effettivi furono 28, provenienti da 18 nazioni.
Lo statunitense Robert Webster conquistò la medaglia d'oro, precedendo sul podio il connazionale Gary Tobian, oro pochi giorni prima nella gara dal trampolino, e il britannico Brian Phelps.

## Calendario
| Data         | Ora   | Turno       |
| ------------ | ----- | ----------- |
| 31 agosto    | 09:00 | Preliminari |
| 1º settembre | 08:30 | Semifinale  |
| 2 settembre  | 10:30 | Finale      |

## Risultati

### Preliminari
4 tuffi, i migliori 16 in semifinale
| Pos. | Atleta           | Nazione                   | Tuffi         | Tuffi         | Tuffi         | Tuffi         | Totale        |
| Pos. | Atleta           | 1º                        | 2º            | 3º            | 4º            |               | Totale        |
| ---- | ---------------- | ------------------------- | ------------- | ------------- | ------------- | ------------- | ------------- |
| 1    | Brian Phelps     | Gran Bretagna             | 11,10         | 13,87         | 14,44         | 17,94         | 57,35         |
| 2    | Rolf Sperling    | Squadra Unificata Tedesca | 13,14         | 13,87         | 13,68         | 16,56         | 57,25         |
| 3    | Kurt Mrkwicka    | Austria                   | 12,24         | 13,68         | 13,11         | 16,10         | 55,13         |
| 4    | Gary Tobian      | Stati Uniti               | 11,25         | 12,64         | 14,82         | 15,39         | 54,10         |
| 5    | Gennadij Galkin  | Unione Sovietica          | 13,32         | 11,36         | 14,95         | 14,44         | 54,07         |
| 6    | Anatoly Sysoyev  | Unione Sovietica          | 10,65         | 14,06         | 13,68         | 15,64         | 54,03         |
| 7    | Shunsuke Kaneto  | Giappone                  | 12,96         | 11,02         | 13,49         | 15,18         | 52,65         |
| 8    | Göran Lundqvist  | Svezia                    | 12,06         | 12,73         | 11,20         | 16,33         | 52,32         |
| 9    | Robert Webster   | Stati Uniti               | 10,95         | 14,44         | 14,82         | 12,00         | 52,21         |
| 10   | Roberto Madrigal | Messico                   | 10,95         | 11,84         | 13,14         | 16,10         | 52,03         |
| 11   | Antonio Sbordone | Italia                    | 12,78         | 12,16         | 11,78         | 15,18         | 51,90         |
| 12   | Jerzy Kowalewski | Polonia                   | 12,54         | 11,97         | 12,24         | 14,49         | 51,24         |
| 13   | Fritz Enskat     | Squadra Unificata Tedesca | 10,56         | 12,92         | 11,88         | 15,87         | 51,23         |
| 14   | Ryo Mabuchi      | Giappone                  | 12,60         | 12,24         | 14,28         | 12,00         | 51,12         |
| 15   | Toivo Öhman      | Svezia                    | 12,24         | 11,39         | 11,70         | 15,64         | 50,97         |
| 16   | Henri Rouquet    | Francia                   | 9,44          | 12,92         | 12,06         | 16,32         | 50,74         |
| 17   | John Candler     | Gran Bretagna             | 12,24         | 11,04         | 14,95         | 11,97         | 50,20         |
| 18   | Fabio Pajella    | Italia                    | 11,88         | 12,60         | 12,42         | 13,11         | 50,01         |
| 19   | János Konkoly    | Ungheria                  | 11,16         | 12,35         | 11,78         | 14,72         | 50,01         |
| 20   | Álvaro Gaxiola   | Messico                   | 9,75          | 12,30         | 13,11         | 13,14         | 48,30         |
| 21   | Tomáš Bauer      | Cecoslovacchia            | 10,71         | 12,20         | 11,88         | 11,27         | 46,06         |
| 22   | Ernie Meissner   | Canada                    | 9,15          | 11,04         | 12,92         | 12,60         | 45,71         |
| 23   | József Dóra      | Ungheria                  | 10,98         | 12,35         | 11,78         | 10,40         | 45,51         |
| 24   | Ahmed Moharran   | Rep. Araba Unita          | 9,92          | 9,60          | 11,78         | 13,80         | 45,10         |
| 25   | Moustafa Hassan  | Rep. Araba Unita          | 9,28          | 10,08         | 13,44         | 11,02         | 43,82         |
| 26   | Pekka Heinonen   | Finlandia                 | 11,52         | 9,50          | 12,35         | 10,12         | 43,49         |
| 27   | Barry Holmes     | Australia                 | 10,44         | 8,20          | 12,16         | 9,44          | 40,24         |
| 28   | Lee Pil-Jung     | Corea del Sud             | 9,72          | 0,00          | 8,96          | 9,66          | 28,34         |
| -    | Ken Crotty       | Australia                 | Non partecipa | Non partecipa | Non partecipa | Non partecipa | Non partecipa |

### Semifinale
Alle note dei 3 tuffi si aggiungeva il punteggio ottenuto nel preliminare. I migliori 8 accedevano alla finale.
| Pos. | Atleta           | Nazione                   | Prelim. | Tuffi | Tuffi | Tuffi | Totale |
| Pos. | Atleta           | 1º                        | Prelim. | 2º    | 3º    |       | Totale |
| ---- | ---------------- | ------------------------- | ------- | ----- | ----- | ----- | ------ |
| 1    | Gary Tobian      | Stati Uniti               | 54,10   | 14,04 | 17,94 | 20,00 | 106,08 |
| 2    | Brian Phelps     | Gran Bretagna             | 57,35   | 11,84 | 13,68 | 18,98 | 101,85 |
| 3    | Robert Webster   | Stati Uniti               | 52,21   | 14,40 | 18,86 | 14,25 | 99,72  |
| 4    | Rolf Sperling    | Squadra Unificata Tedesca | 57,25   | 10,88 | 10,50 | 18,20 | 96,83  |
| 5    | Gennadij Galkin  | Unione Sovietica          | 54,07   | 10,20 | 13,49 | 18,98 | 96,74  |
| 6    | Roberto Madrigal | Messico                   | 52,03   | 12,35 | 13,30 | 18,20 | 95,88  |
| 7    | Fritz Enskat     | Squadra Unificata Tedesca | 51,23   | 10,35 | 12,73 | 18,72 | 93,03  |
| 8    | Anatoly Sysoyev  | Unione Sovietica          | 54,03   | 11,16 | 11,04 | 16,80 | 93,03  |
| 9    | Kurt Mrkwicka    | Austria                   | 55,13   | 9,60  | 10,56 | 16,08 | 91,37  |
| 10   | Shunsuke Kaneto  | Giappone                  | 52,65   | 10,72 | 10,20 | 17,42 | 90,99  |
| 11   | Göran Lundqvist  | Svezia                    | 52,32   | 10,20 | 11,70 | 16,64 | 90,86  |
| 12   | Toivo Öhman      | Svezia                    | 50,97   | 11,40 | 9,45  | 17,68 | 89,50  |
| 13   | Ryo Mabuchi      | Giappone                  | 51,12   | 10,40 | 11,05 | 16,56 | 89,13  |
| 14   | Antonio Sbordone | Italia                    | 51,90   | 10,65 | 10,88 | 15,34 | 88,77  |
| 15   | Jerzy Kowalewski | Polonia                   | 51,24   | 10,56 | 9,30  | 16,12 | 87,22  |
| 16   | Henri Rouquet    | Francia                   | 50,74   | 9,35  | 9,60  | 13,86 | 83,55  |

### Finale
Alle note dei 3 tuffi si aggiungeva il punteggio ottenuto in semifinale.
| Pos.    | Atleta           | Nazione                   | Semif. | Tuffi | Tuffi | Tuffi | Totale |
| Pos.    | Atleta           | 1º                        | Semif. | 2º    | 3º    |       | Totale |
| ------- | ---------------- | ------------------------- | ------ | ----- | ----- | ----- | ------ |
| Oro     | Robert Webster   | Stati Uniti               | 99,72  | 21,58 | 23,14 | 21,12 | 165,56 |
| Argento | Gary Tobian      | Stati Uniti               | 106,08 | 18,09 | 19,76 | 21,32 | 165,25 |
| Bronzo  | Brian Phelps     | Gran Bretagna             | 101,85 | 17,38 | 19,20 | 18,70 | 157,13 |
| 4       | Roberto Madrigal | Messico                   | 95,88  | 18,24 | 17,16 | 21,58 | 152,86 |
| 5       | Rolf Sperling    | Squadra Unificata Tedesca | 96,83  | 16,72 | 18,00 | 20,28 | 151,83 |
| 6       | Gennadij Galkin  | Unione Sovietica          | 96,74  | 17,28 | 10,25 | 17,42 | 141,69 |
| 7       | Fritz Enskat     | Squadra Unificata Tedesca | 93,03  | 13,52 | 16,56 | 15,75 | 138,86 |
| 8       | Anatoly Sysoyev  | Unione Sovietica          | 93,03  | 17,42 | 13,86 | 11,28 | 135,59 |